# Santiago Eximeno
Santiago Eximeno Hernampérez (Madrid, 23 de mayo de 1973) es un escritor español de relatos y novelas de ciencia ficción, terror y fantasía. 
Es un autor prolífico, que ha publicado relatos en diversas revistas de género fantástico (Artifex, Revista Galaxia, Pulp Magazine, Gigamesh, Solaris, Valis, Parnaso, Calabazas en el trastero, Qliphoth), en fanzines y ezines, (NGC 3660), además de participar en varias antologías como Franco. Una historia alternativa (Minotauro, 2005) o Paura (Bibliopolis, 2004, 2005, 2006).
Ha ganado diferentes premios literarios, entre los que se incluyen seis premios Ignotus, y ha publicado novelas y antologías de relatos de ciencia ficción.
Ha diseñado también los juegos de mesa El Internado (Simba Toys 2009), Diáspora (Zacatrus 2019) y Expediente Iberia (Reediciones Anómalas 2021).

## Novela
- 2022 - Lancolía (Dilatando Mentes)
- 2021 - Carne y hueso (Ediciones El Transbordador)
- 2017 - Alienígena(editorial Suseya )
- 2015 - Alicia en el Sótano(editorial Libros.com)
- 2013 - Osfront (novela corta en colaboración con Eduardo Vaquerizo y José Ramón Vázquez)
- 2011 - Condenados (editorial Saco de Huesos, 2011)
- 2007 - Cazador de mentiras (coautor con David Jasso) (Jaguar, 2007)
- 2005 - Subcontratado (Ediciones Efímeras, 2006)
- 2004 - Asura (Grupo AJEC, 2004)

## Antologías
- 2015 -The Best of Spanish Steampunk, primera antología de autores steampunk españoles traducidos al inglés, editada y traducida por James y Marian Womack.[nota 1]
- 2013 - No entren al 1408 - Antología en español tributo a Stephen King (Edición de Jorge Luis Cáceres) (La Biblioteca de Babel, Quito 2013)[2]
- 2013 - Umbría (El Humo del Escritor, 2013; reeditado en inglés por Independent Legions Publishing, 2020 con traducción de Daniele Bonfanti)
- 2010 -  Aquelarre. Antología del cuento de terror español actual (Cuentos de Alfredo Álamo, Matías Candeira, Santiago Eximeno, Cristina Fernández Cubas, David Jasso, José María Latorre, Alberto López Aroca, Lorenzo Luengo, Ángel Olgoso, Félix Palma, Pilar Pedraza, Juan José Plans, Miguel Puente, Marc R. Soto, Norberto Luis Romero, Care Santos, José Carlos Somoza, José María Tamparillas, David Torres, José Miguel Vilar-Bou y Marian Womack. Salto de Página, Madrid, 2010; edición de Antonio Rómar y Pablo Mazo Agüero). ISBN 978-84-15065-02-9
- 2010 - Obituario privado (23 Escalones, 2010)
- 2008 - Bebés jugando con cuchillos (Grupo AJEC, 2008)
- 2005 - Visiones (seleccionador) (AEFCFT, 2005)
- 2004 - Imágenes (Ediciones Parnaso, 2004)
- 2004 - Canope (Ediciones Efímeras, 2004)

## Premios
- 2023 - Premio 42 a la mejor obra original en castellano por Lancolía. [3][4]
- 2021 - Ganador I Premio de Novela Corta El Proceso (convocado por Ediciones El Transbordador), por Carne y hueso.
- 2014 - Ganador del Premio Nocte a la mejor antología nacional, por Umbría.
- 2013 - Ganador premio Ignotus a la mejor obra poética por Quiero comerme tu máscara de gas. [5]
- 2013 - Ganador premio Ignotus a la mejor novela corta por Ostfront (Coautores Eduardo Vaquerizo y José Ramón Vázquez)  [5]
- 2009 - Ganador premio Ignotus a la mejor antología por Bebés jugando con cuchillos.[6]
- 2008 - Ganador premio Ignotus al mejor cuento por La apertura Slagar (Coautor Alfredo Álamo).[7]
- 2007 - Ganador II Premio Xatafi-Cyberdark Mejor Relato por Huerto de Cruces.
- 2007 - Finalista II Premio Xatafi-Cyberdark Mejor Relato por Camino del Cielo.
- 2006 - Finalista I Premio Xatafi-Cyberdark Mejor Relato por Escombros.
- 2006 - Ganador premio Ignotus al mejor cuento por Días de Otoño.[8]
- 2005 - Finalista premio Ignotus a la mejor novela por Asura.
- 2005 - Finalista premio Ignotus a la mejor antología por Imágenes.
- 2005 - Finalista premio Ignotus a la mejor novela corta por Imágenes.
- 2004 - Aleph Literario por Autor Revelación.
- 2004 - Finalista premio Ignotus al mejor cuento por La Hora de la Verdad.
- 2003 - Ganador premio Ignotus al mejor cuento por Origami.[9]